# Amaioua guianensis
Espèce
Synonymes
Selon Tropicos (30 mai 2024)
- Amaioua guianensis Aubl. var. guianensis
- Duhamelia glabra (Lam.) Pers.
- Hamelia glabra Lam.
- Hamelia sessiliflora Willd.

Selon GBIF (30 mai 2024)
- Amaioua guianensis var. guianensis
- Amaioua guianensis var. macrantha Steyerm.
- Duhamelia glabra Pers.
- Hamelia glabra Lam.
- Hamelia sessiliflora Willd.

Amaioua guianensis est une espèce d'arbuste d'Amérique du sud, appartenant à la famille des Rubiaceae.
Il est connu en Guyane sous les noms de Bois-négresse ou Qualité bois négresse (Créole). 

## Description
Amaioua guianensis est un arbre ou arbuste atteignant jusqu'à 11 m de haut.
Les feuilles mesurent 10-26 × 3,5-14 cm.
Les stipules sont longues de 5-22 mm.
Les inflorescences staminées sont cymeuse ou avec 1-3 pédoncules fasciculés se terminant en cymes, et les inflorescences pistillées sont capitées.
Le limbe du calice est long de 5-12,5 mm, denté.
Le tube de la corolle est long de 4-11 mm, avec des lobes longs de 3,5-16 mm.
Le fruit mesure 12-15 mm de diamètre.

En 1953, Lemée en propose la description suivante de Amaioua guianensis :

« A. guianensis Aubl. Arbre à jeunes rameaux très pubescents-ferrugineux ; feuilles par 3, de 0,10-0,15 sur 0,03-0,06, elliptiques ou obovales obtuses et, caudées, à base aiguë, d'abord pubescentes puis glabrescentes en dessus et à dessus pubescent-soyeux sur les nervures, avec 8-10 paires de nervures ; inflorescences sessiles en ombelles denses ou capitules ; fleurs à calice campanulé très pubescent en dehors et à dents subulées, corolle à tube de 9 mm. et à lobes très pubescents en dehors, disque glabre, style mâle de 7 mm. (femelle non vu) ; fruit de 15 mm. sur 10, ovoïde pubescent au sommet. - (Aublet). »

— Albert Lemée, 1953

## Répartition
Amaioua guianensis est une espèce néotropicale représenté principalement au Venezuela, au Guyana, au Suriname, en Guyane, dans le Brésil amazonien, en Équateur, au Pérou, et en Bolivie.

## Écologie
Amaioua guianensis pousse dans les forêts de plaine et de pente et dans le sous-bois des forêts de terre ferme.

## Chimie
On a isolé l'amaiouine, un cyclopeptide alcaloïde, dans les feuilles d’Amaioua guianensis,.

## Protologue

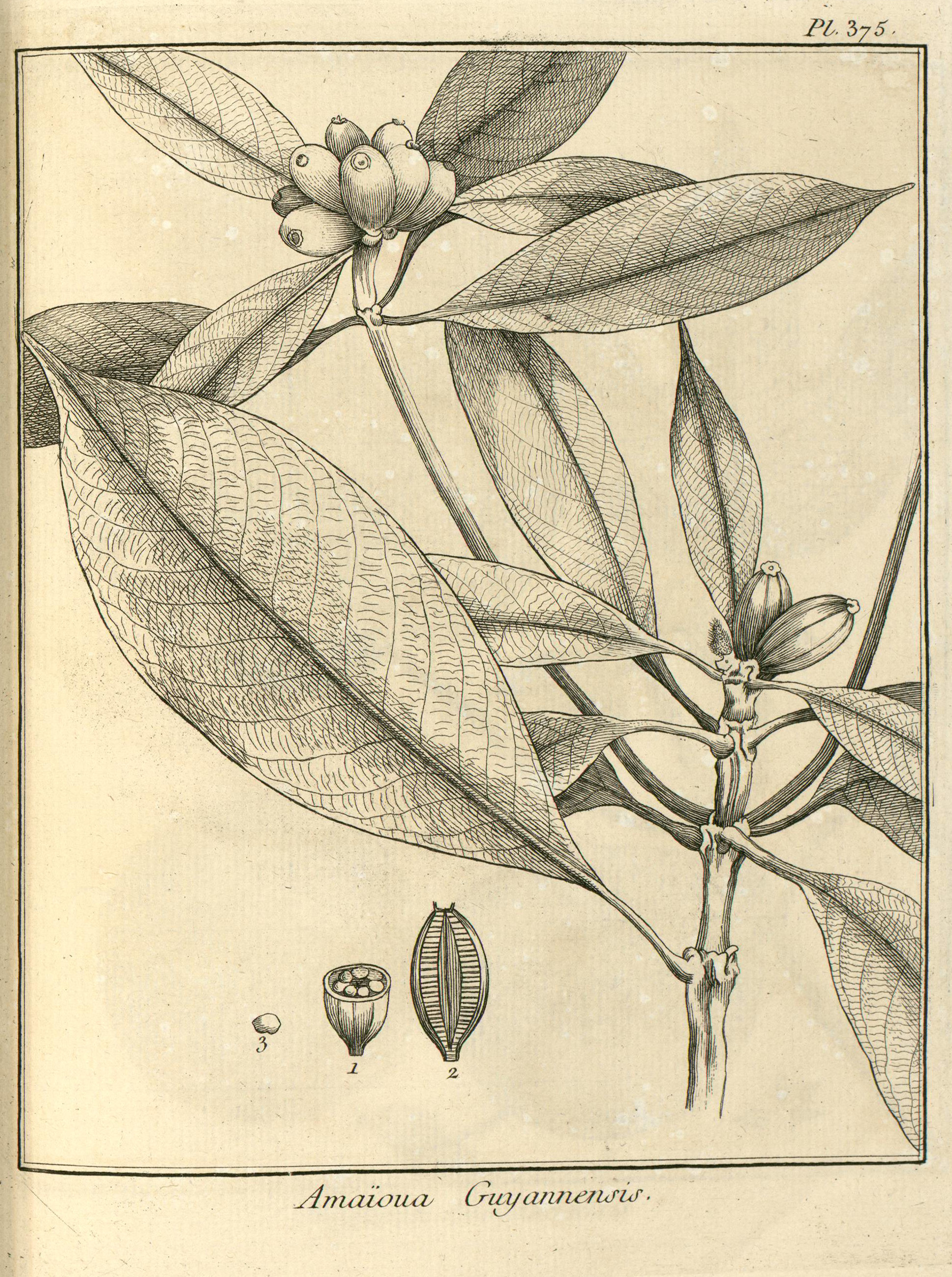
Amaioua guianensis par Aublet (1775)
1. Baie coupée en travers. - 2. Baie coupée verticalement. - 3. Graine.

En 1775, le botaniste Aublet en a proposé le protologue suivant : 

« 1. AMAIOUA guianenſis (Tabula 375.)
Arbor mediocris, trunco quinque-pedali, plures ramos ad ſummitatem nodoſos, rectos, trigonos emittente ; ramusculi ſinguli ex axilla foliorum. Folia terna, verticillata, ovata, acuta, glabra, integerrima, petiolata. Fructus plures, congeſti, terminales.
Fructum ferebat Maio.
Habitat in ſylvis propè amnem Galibienſem.
Nomen Caribæum AMAIOUA & GRAINE A TATOU.

L'AMAIOUIER de la Guiane. (PLANCHE 375.)
Le tronc de cet arbrisseau à quatre pieds & plus de hauteur, ſur cinq à ſix pouces de diamètre. Son écorce eſt rouſſâtre, & ſon bois eſt blanc. Il pouſſe à ſon ſommet pluſieurs branches droites, triangulaires, noueuſes, longues de ſix à ſept pieds, garni es de feuilles tangées trois à trois ſur chaque nœud, & de chaque aiſſelle de ces feuilles il part un rameau. Ces feuilles ſont entières, vertes, fermés, liſſes, ovales, terminées par une longue pointe, attachées par un pédicule convexe en deſſous, creuſé en deſſus, gros & charnu. Les plus grandes ont huit pouces de longueur, ſur trois & demi de largeur. à leur naiſſance elles ſont partagées par une nervure longitudinale, en deſſous de laquelle il en part pluſieurs latérales. Au deſſus de l'inſertion des feuilles, il y a tout autour des branches un petit cordon, qui eſt charge de poils.
Je n'ai pas vu les fleurs ; je n'ai pu obſerver que les fruits : ils ſont ſeſſiles, ramaſſes pluſieurs enſemble à l'extrémité des branches & des rameaux. Ce ſont des capsules ovales, jaunes, couronnées par quatre pointes, qui entourent un petit disque creuſé dans ſon milieu ou poſoit vraiſemblablement le ſtyle. Elles n'ont qu'une loge, dans laquelle ſont contenus pluſieurs rangs de semences rondes, comprimées, poſées les unes ſur les autres, & attachées à un placenta qui occupe le centre de cette capſule, dont l'écorce extérieure eſt un peu charnue.
Elles ſont repréſentées de grandeur naturelle dans la figure.
Cet arbriſſeau eſt nommé AMAIOUA par les Garipons, qui m’ont dit que les tatous en mangent le fruit ; ce qui fait qu'ils l'appellent auſſi GRAINE A TATOU.
J'ai trouvé cet arbre dans les forêts déſertes, voiſines de la crique des Galibis.
II étoit en fruit dans le mois de Mai. »

— Fusée-Aublet, 1775.